# Heby (commune)
La commune de Heby est une commune suédoise du comté d'Uppsala. Environ 14080  personnes y vivent (2020). Son chef-lieu se situe à Heby.

## Localités principales
- Harbo
- Heby
- Morgongåva
- Östervåla
- Runhällen
- Tärnsjö
- Vittinge